# Mombaça (kommun)
Mombaça är en kommun i Brasilien.   Den ligger i delstaten Ceará, i den östra delen av landet, 1 400 km nordost om huvudstaden Brasília. Antalet invånare är 42 707.
Följande samhällen finns i Mombaça:
- Mombaça

Omgivningarna runt Mombaça är huvudsakligen savann. Runt Mombaça är det glesbefolkat, med 17 invånare per kvadratkilometer.